# 草原蹶鼠
草原蹶鼠（学名：Sicista subtilis）为林跳鼠科蹶鼠属的动物。在中国大陆，分布于新疆等地，一般生活于草原。该物种的模式产地在西伯利亚托博河上游。

## 亚种
- 草原蹶鼠指名亚种（学名：Sicista subtilis subtilis），Pallas于1773年命名。在中国大陆，分布于额敏）、新疆（塔城等地。该物种的模式产地在西伯利亚托博河上游。[2]